# Cutry (Aisne)
Cutry es una comuna francesa, situada en el departamento de Aisne, de la región de Alta Francia.

## Demografía
| 126 | 101 | 77 | 90 | 88 | 98 | 114 | 125 |
| Para los censos de 1962 a 1999 la población legal corresponde a la población sin duplicidades (Fuente: INSEE [Consultar]) |     |    |    |    |    |     |     |